# Солвей-Фертський космонавт
«Солвей-Фертський космонавт» (також відомий як «Солвейський космонавт» и «Камберлендський космонавт»; англ. Solway Firth Spaceman) — фігура на фотографії, зробленої 1964 року пожежним, фотографом і краєзнавцем Джимом Темплтоном (13 лютого 1920 — 27 листопада 2011 року). Знаменитий знімок був зроблений в Бург Марш, Солвей-Ферт, Камбрія, Англія. Темплтон стверджував, що на задньому плані фотографії зображена фігура в скафандрі, і наполягав на тому, що він не бачив нікого поблизу, коли робив знімок. Зображення було широко розтиражовано в сучасних газетах і завоювало увагу уфологів .

## Фотографія
23 травня 1964 року Джим Темплтон, пожежний із Карлайла,  Камберленд (тепер частина Камбрії), під час одноденної поїздки в Бург Марш зробив три фотографії своєї п'ятирічної дочки. Темплтон заявив, що єдиними людьми на болотах, крім нього з дочкою, в той день були кілька бабусь, які сиділи в машині на дальньому кінці болота. У листі «Daily Mail» в 2002 році Темплтон заявив: 
|  | Я зробив три фотографії моєї дочки Елізабет в подібній позі — і був вражений, коли друге фото повернулося з проявлення «Kodak», на задньому плані було відображено щось схоже на космонавта. |

 Темплтон наполягав, що він не бачив фігуру до проявлення його фотографій, і аналітики «Kodak» підтвердили, що фотографія була справжньою.
З тих пір було висловлено припущення, що космонавтом насправді є дружина Темплтона, Енні, яка брала участь у поїздці й фігуррує на інших фотографіях, зроблених в той день. Так як камера Темплтона Zeiss Contax Pentacon F SLR відображає тільки 70 % від фактичної фотографії у видошукачі, можливо, що він зробив фотографію, не помітивши свою дружину на периферії кадру. В той день Енні була одягнена в блідо-блакитну сукню, яка на інших фотографіях, зроблених в той день, була переекспонована і виглядала як біла. У неї також було темне стрижене волосся. Якщо використовувати комп'ютерну обробку, затемнивши зображення і випрямивши горизонт, космонавт стає схожий на фігуру звичайної людини, відомої зі спини.

## Розголос
Темплтон заявив журналістам: 
|  | Я приніс фото в поліцію Карлайла, яка після багатьох сумнівів оглянула його і заявила, що в цьому немає нічого підозрілого. Місцева газета «Cumberland News» підхопила цю історію, і протягом декількох годин про неї дізнався весь світ. Фото, звичайно, не підробка, і я здивований як ніхто інший, як ця фігура з'явилася на задньому плані. За чотири десятиліття перебування фото суспільним надбанням мені прийшло багато тисяч листів з усього світу з різними ідеями та перспективами — більшість з яких не мають для мене особливого сенсу. |

Темплтон стверджував, що після опублікування фотографії його відвідали двоє чоловіків, які стверджували, що працюють на уряд, але відмовилися показати свої посвідчення особи. «Вони сказали, що працюють на уряд і що їх ідентифікують лише за особистим номером». Після того, як він показав їм місце, де були зроблені фотографії, і пояснив, що не бачив фігуру під час зйомки, люди розсердилися і поїхали, залишивши його одного.
В інтерв'ю BBC Look North і листі в The Daily Mail Темплтон також стверджував, що запуск ракети «Blue Streak» на полігоні Вумера в Південній Австралії двічі був перерваний, так як на полігоні були помічені фігури двох великих чоловіків. Темплтон стверджував, що пізніше техніки побачили його фотографію в австралійській газеті і сказали, що фігури були точно такими ж.
У відповідь на прохання від уфологів дати їм знати, чи представляє фото інтерес для влади, Міністерство оборони Великої Британії офіційно заявило, що фото Темплтона їх не цікавить.